# Caren Metschuck
Caren Metschuck (Greifswald, 27 de setembro de 1963) é uma nadadora alemã, ganhadora de quatro medalhas em Jogos Olímpicos.
Ela competiu para o Sports Club Dynamo Berlin. Após a carreira na natação, se tornou professora.